# Amt Dreieichenhain
Das Amt Dreieichenhain (auch: Amt Dreieich) war ein Amt der Grafschaft, später des Fürstentums Isenburg-Birstein, des Fürstentums Isenburg und nachfolgend im Großherzogtum Hessen.

## Funktion
In der Frühen Neuzeit waren Ämter eine Ebene zwischen den Gemeinden und der Landesherrschaft. Die Funktionen von Verwaltung und Rechtsprechung waren hier nicht getrennt. Dem Amt stand ein Amtmann vor, der von der Landesherrschaft eingesetzt wurde. 

## Bestandteile
- Dreieichenhain[2],
- Geinsheim[3],
- Götzenhain[4],
- Münster[5],
- Neuhof (Hof)[6],
- Offenthal[7],
- Schloss Philippseich, zeitweise auch als eigenes „Amt Philippseich“ geführt[8],
- Sprendlingen[9] und
- Urberach[10]

## Geschichte
Das Amt Dreieichenhain war zunächst eine Verwaltungseinheit des Fürstentums Isenburg-Birstein. Hier galt seit 1578 das Solmser Landrecht, das Gemeine Recht nur noch dann, wenn Regelungen des Solmser Landrechtes für einen Sachverhalt keine Bestimmungen enthielten. Das Solmser Landrecht behielt seine Geltung weiterhin als das Amt im 19. Jahrhundert zum Großherzogtum Hessen gehörte. Das Solmser Landrecht wurde erst zum 1. Januar 1900 von dem einheitlich im ganzen Deutschen Reich geltenden Bürgerlichen Gesetzbuch abgelöst.
Als das Fürstentum Isenburg-Birstein seine Souveränität in der Zeit des Rheinbundes an das Fürstentum Isenburg verlor, wurde das Amt Dreieichenhain dem Oberamt Offenbach untergeordnet, blieb aber in seinen Grenzen bestehen. Auf dem Wiener Kongress (1815) verlor dann das Fürstentum Isenburg seine Souveränität und wurde zugunsten Österreichs mediatisiert. Österreich, Preußen und das Großherzogtum Hessen schlossen am 30. Juni 1816 einen Staatsvertrag, der das Nähere regelte. Mit Art. 7 Nr. 1 dieses Staatsvertrages wurde das Fürstentum Isenburg weitgehend dem Großherzogtum Hessen zugesprochen. Dazu gehörte auch das Amt Dreieichenhain, das weiter bestand, nun wieder eigenständig.
Das Großherzogtum gliederte das Gebiet in seine Provinz Starkenburg ein. Das Amt gehörte zu den sogenannten „Souveränitätslanden“, da die Einschränkung bestand, dass dem Fürsten der Rang eines Standesherren verblieb und er in seinem angestammten Territorium weiter hoheitliche Rechte in Verwaltung und Rechtsprechung ausübte. Diese eigenständige Souveränität störte selbstverständlich den Anspruch des Großherzogtums auf das staatliche Gewaltmonopol.
1821 kam es zu einer Justiz- und Verwaltungsreform, mit der auch die Trennung der Rechtsprechung von der Verwaltung auf unterer Ebene umgesetzt wurde. Die Ämter wurden aufgelöst, ihre Aufgaben hinsichtlich der Verwaltung neu gebildeten Landratsbezirken, die erstinstanzliche Rechtsprechung Landgerichten übertragen. Im Zuge dieser Maßnahme wurde Geinsheim zwischen 1821 und 1823 aus dem Amt Dreieichenhain ausgeschieden und dem Landratsbezirk Dornberg sowie dem Landgerichtsbezirk Groß-Gerau zugeteilt. Wegen der querliegenden Rechte der Standesherren dauerte das in einigen der von ihnen regierten Gebiete länger, im Bereich des Amtes Dreieichenhain bis 1823. Für die Verwaltung der bisherigen Ämter Dreieichenhain und Offenbach entstand der Landratsbezirk Offenbach, für die Rechtsprechung das Landgericht Offenbach.